# Metrosideros polymorpha
Metrosideros polymorpha ist eine Pflanzenart aus der Gattung der Eisenhölzer (Metrosideros) innerhalb der Familie der Myrtengewächse (Myrtaceae). Sie ist auf den Inseln von Hawaii endemisch und wird dort ʻŌhiʻa lehua genannt, davon wird auch der Name Ohiabaum abgeleitet. Als „ein Symbol von Hawaii“ wurde er 2022 per Gesetz zum Hawaii State Endemic Tree erklärt. Die meist leuchtend roten Blüten sind als Lehua bekannt.

## Beschreibung und Ökologie

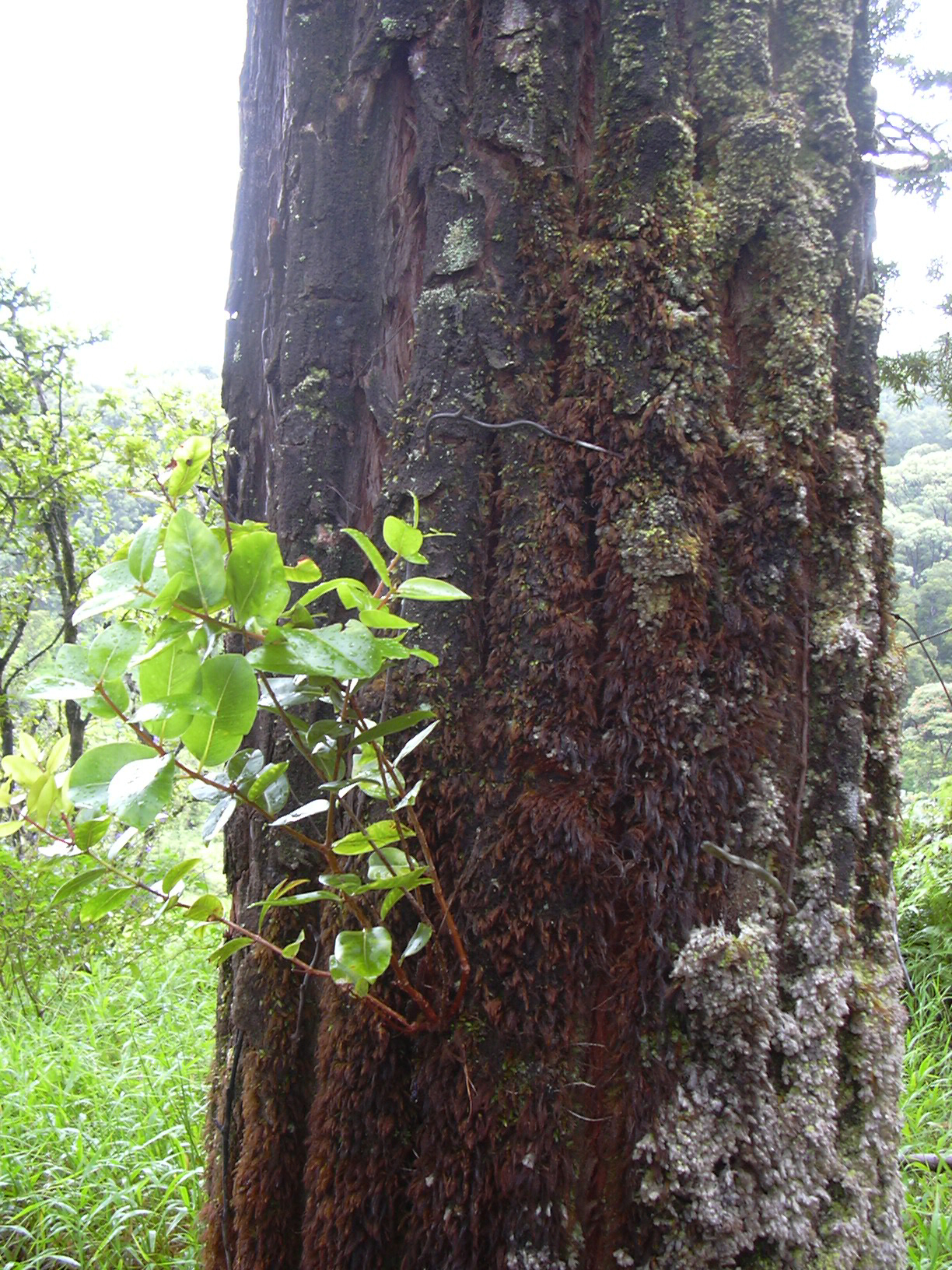
Stamm und Borke

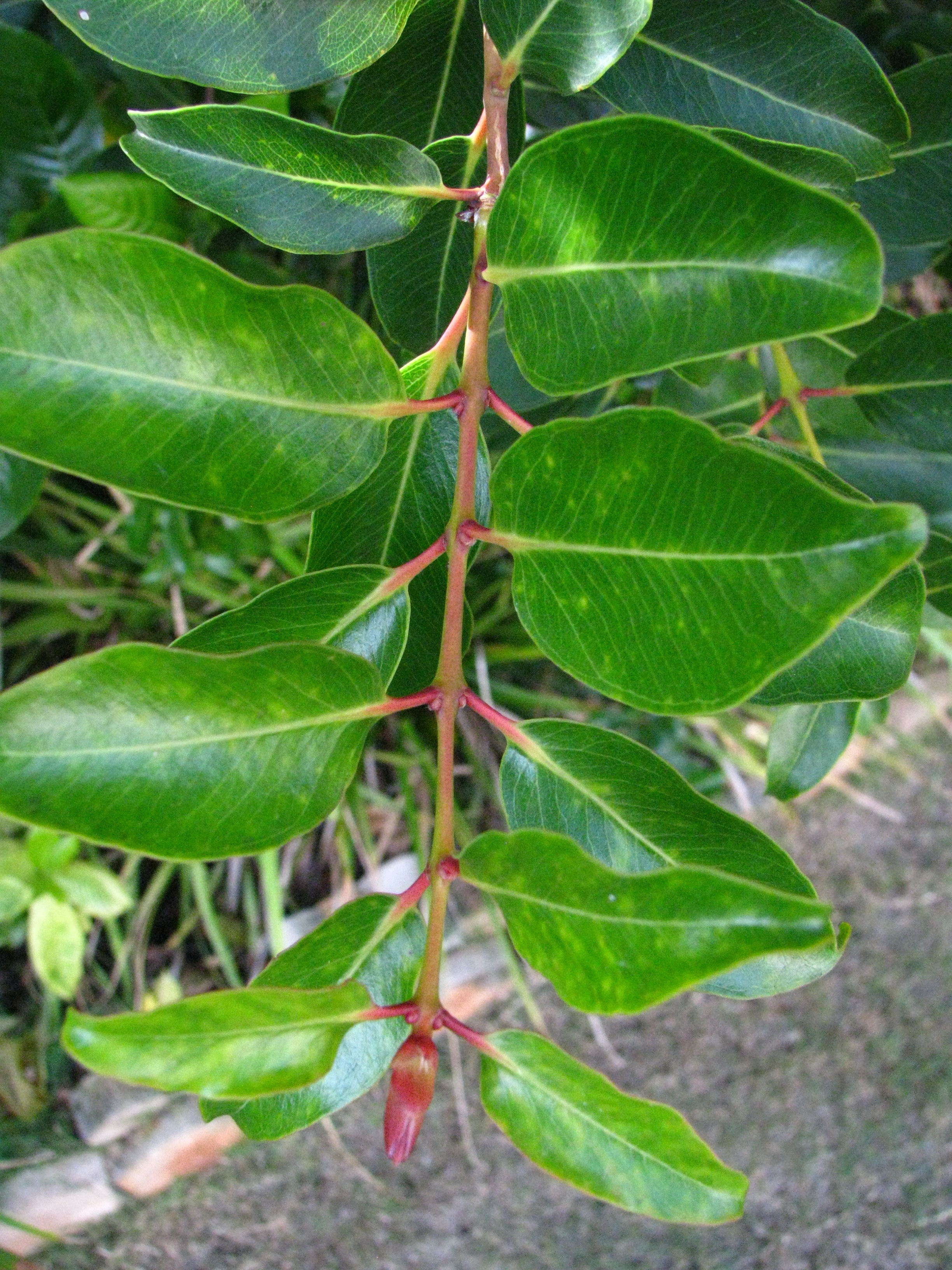
Zweig mit Laubblättern von Metrosideros polymorpha var. glaberrima

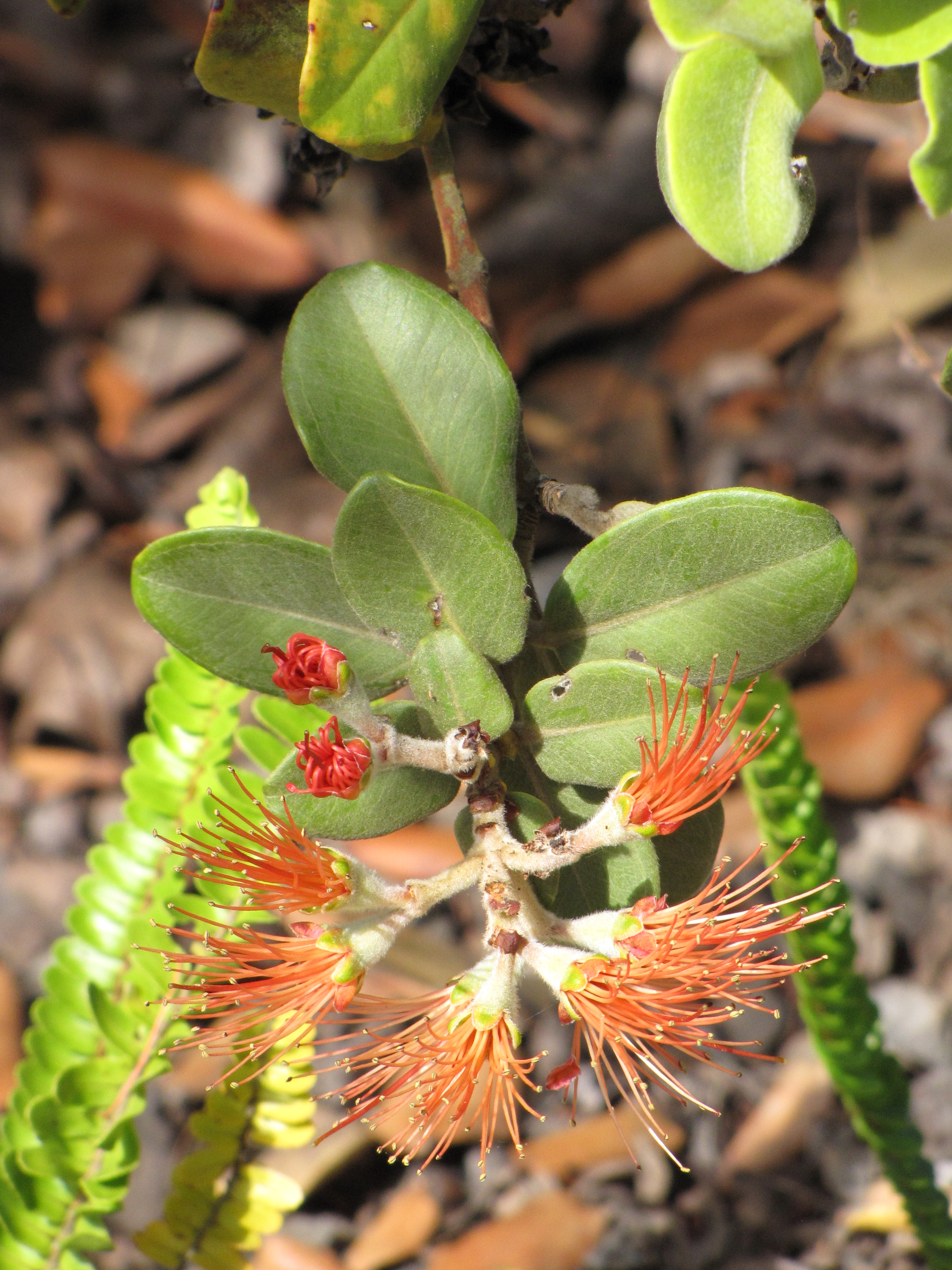
Blütenstand

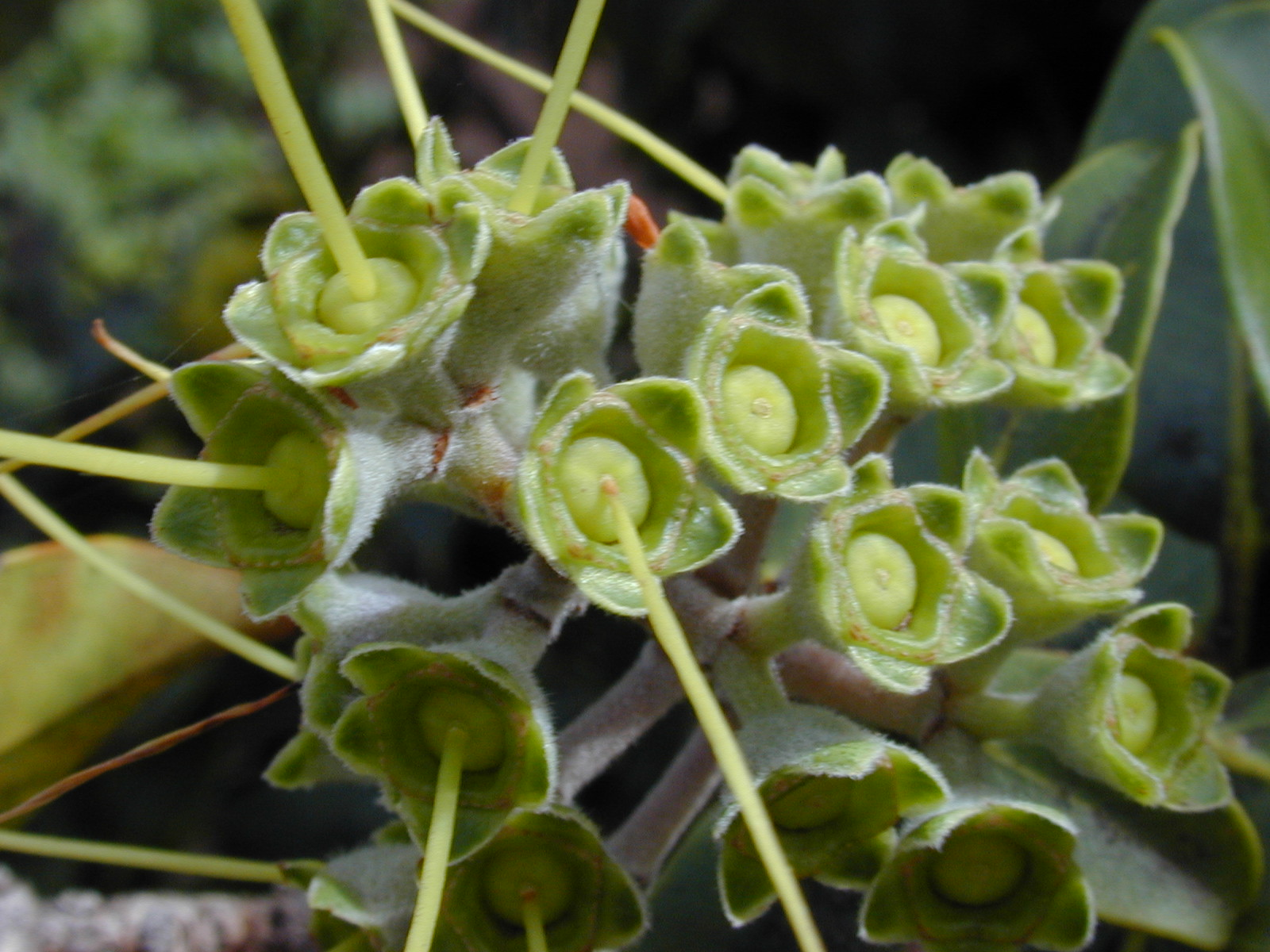
Blüten ohne Staub- und Kronblätter

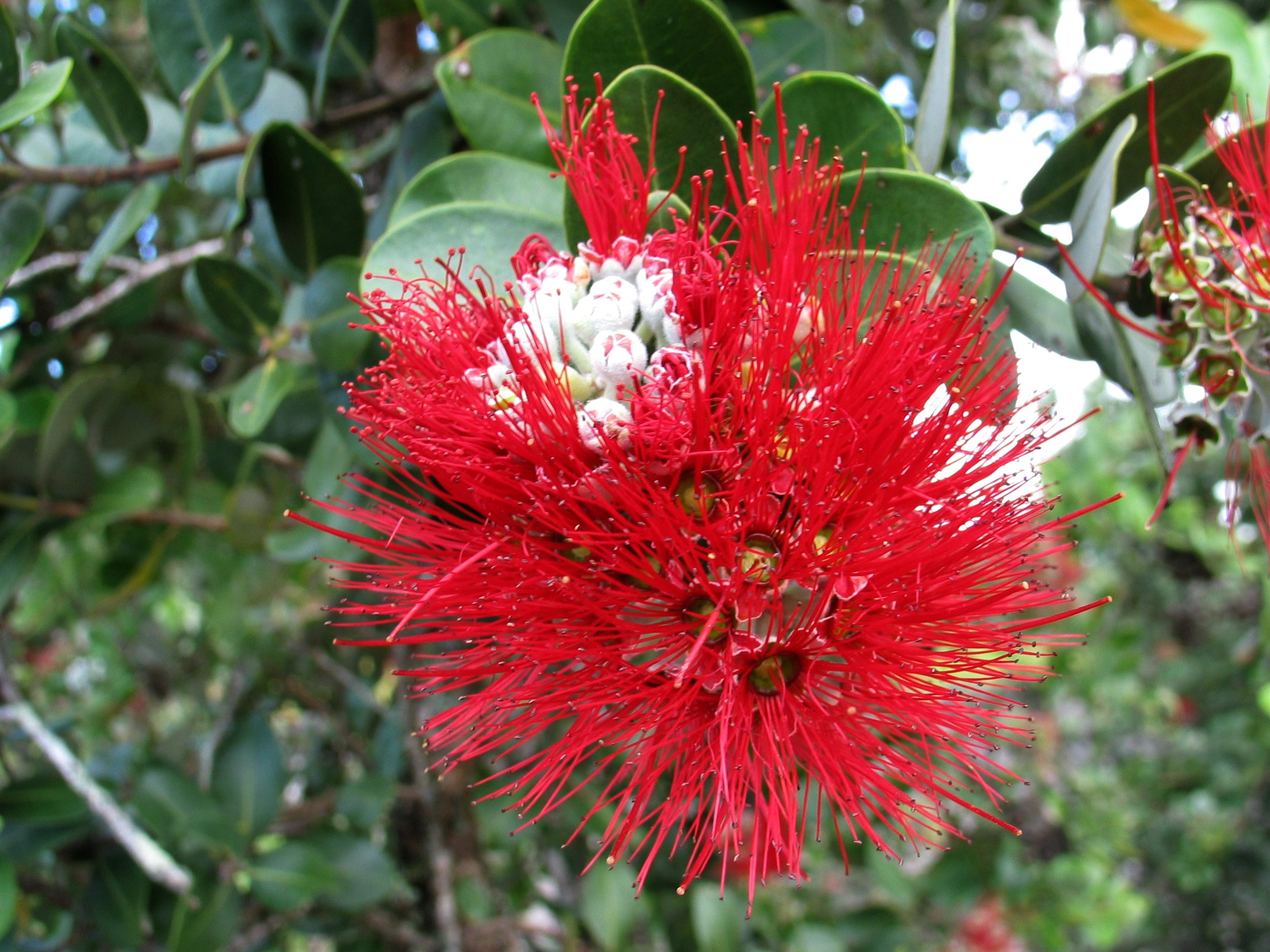
Zweig mit Blütenstand und roten Blüten

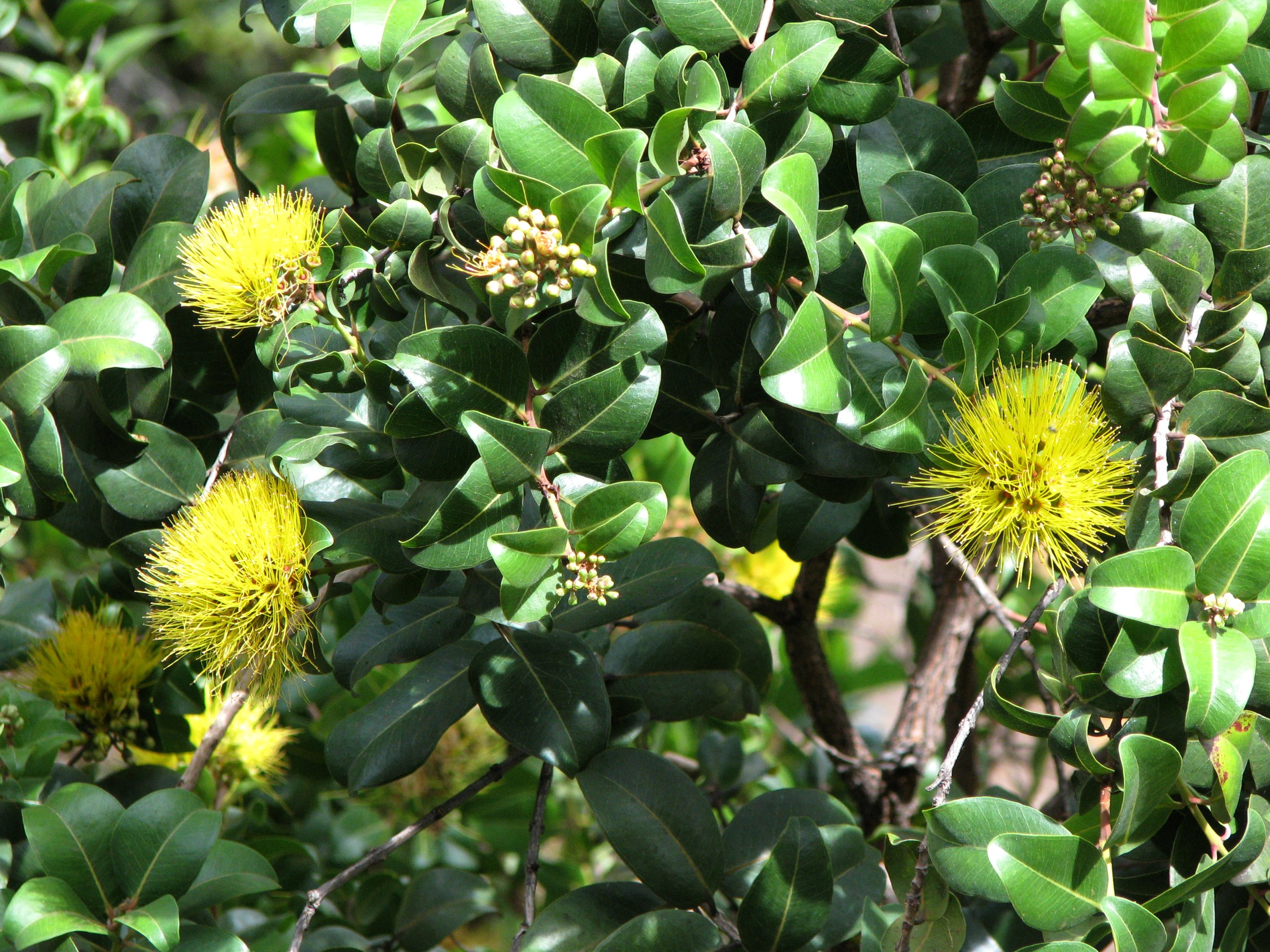
Einfache Laubblätter und Blütenstände mit gelben Blüten

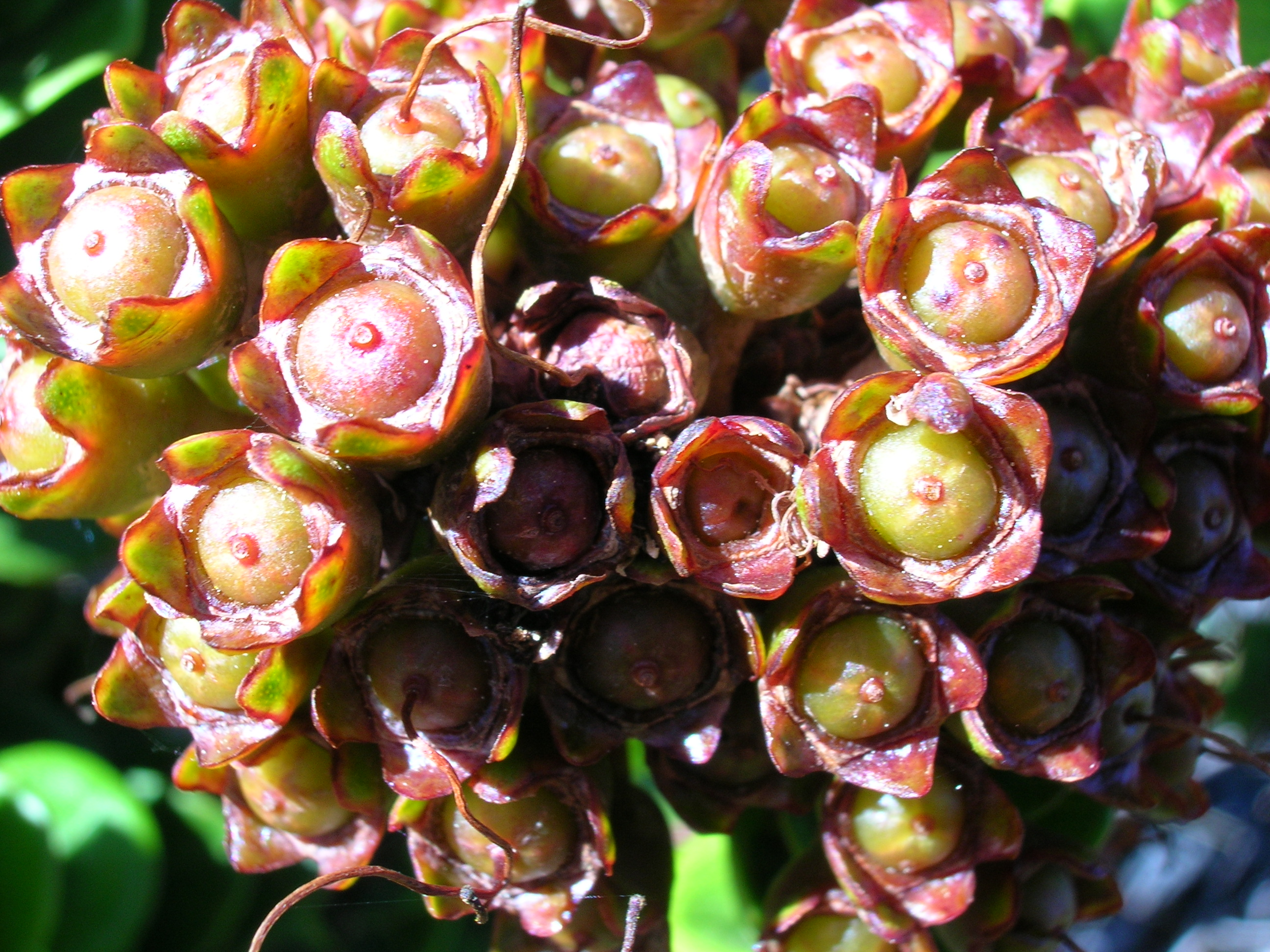
Jüngere Früchte

### Erscheinungsbild und Blatt
Metrosideros polymorpha wächst als kleiner aufrechter oder ausgestreckter, immergrüner, eher langsamwüchsiger Strauch oder Baum, der Wuchshöhen von 20 bis 24 Metern, in Ausnahmefällen auch bis zu 30 Metern sowie Brusthöhendurchmesser von 45 bis 90 Zentimetern, selten auch bis zu 216 Zentimetern erreichen kann. Der gerade oder verdrehte und geriffelte Stamm endet in einer kompakten oder offenen Krone. Die meist raue und rissige Stammborke ist schuppig bis abblätternd. An manchen Bäumen kann man auch hohe Stelzwurzeln finden. Auch Luftwurzeln werden manchmal gebildet. Die Knospen sind verkehrt-eiförmig. Die Bäume sind recht langlebig.
Die kreuzgegenständig an den Zweigenden angeordneten Laubblätter sind in eine Blattspreite sowie einen -stiel gegliedert. Der Blattstiel ist zwischen 0,1 und 1,6 Zentimeter lang und 1 bis 3 Millimeter dick, kann aber auch komplett fehlen. Die hellgrüne bis dunkel graugrüne, ledrige, dünner oder dickere Blattspreite ist bei einer Länge von 1 bis 8 Zentimeter sowie einer Breite von 1 bis 5,5 Zentimeter eiförmig über rundlich bis elliptisch oder verkehrt-eiförmig geformt. Sie weist mehrere Paare an erhobenen Blattadern auf. Die Blattoberseite ist glatt, während die Blattunterseite meist wollig bis anliegend behaart ist. Die ganzen Blattränder sind zurückgebogen bis flach, die Blattspitze ist meist gerundet, seltener stumpf oder spitz zulaufend, manchmal eingebuchtet und die Blattbasis ist keil- bis leicht herzförmig geformt.

### Blütenstand und Blüte
Der Blütenstandsschaft ist 0,7 bis 1,8 Zentimeter lang. Die Blüten stehen in kleinen, unbehaarten bis wollig behaarten, zusammengedrückten end- oder achselständigen Schirmrispen mit zwei bis fünf zymösen Gruppen zusammen. Die Tragblätter sind bei einer Länge von 0,5 bis 1 Zentimeter sowie einer Breite von 0,3 bis 0,5 Zentimeter breit-eiförmig bis annähernd kreisförmig. Der Blütenstiel ist 0,2 bis 0,8 Zentimeter lang.
Die kleinen, kurz gestielten, roten, seltener auch lachsroten bis gelben Blüten sind fünfzählig und zwittrig mit doppelter Blütenhülle. Der kleine, behaarte Blütenbecher ist 0,3 bis 0,7 Zentimeter hoch und besitzt einen Durchmesser von 0,3 bis 0,8 Zentimetern. Die weißlich behaarten Kelchblätter sind bei einer Länge von 1,5 bis 4 Millimeter sowie einer Breite von 1,5 bis 3 Millimetern rundlich bis dreieckig. Die kleinen, verkehrt-eiförmigen bis kreisförmigen und außen behaarten Kronblätter sind 2,5 bis 5 Millimeter lang und 2 bis 4,5 Millimeter breit. Die vielen langen, 1 bis 3 Zentimeter langen Staubblätter überragen die Blütenkrone und geben den Blüten ein puschel- bis bürstenartiges Aussehen. Der lange Griffel des unterständigen, dreikammerigen, oberseits teils seidig behaarten Fruchtknotens ist 1,3 bis 3 Zentimeter lang. Es ist ein Diskus vorhanden.
Die gelben Blüten scheinen in der Lage zu sein, sich selbst zu bestäuben (Autogamie), während die roten Blüten auf Bestäuber angewiesen sind. Als Bestäuber treten sowohl Insekten (Entomophilie) als auch Vögel (Ornithophilie) in Erscheinung.

### Frucht und Samen
Die glatten oder flauschig behaarten und holzigen, dreiklappigen, lokulizidalen Kapselfrüchte im beständigen Blütenbecher und Kelch sind zur Reife hin 0,3 bis 1 Zentimeter lang und ebenso breit. Sie enthalten zahlreiche winzige Samenkörner. Im Durchschnitt beträgt die Tausendkornmasse nur 0,571 Gramm.

### Chromosomenzahl
Die Chromosomenzahl beträgt 2n = 22.

## Vorkommen
Das natürliche Verbreitungsgebiet von Metrosideros polymorpha liegt auf Hawaii. Es umfasst dort die Inseln Hawaiʻi, Kauaʻi, Lānaʻi, Maui, Molokaʻi und Oʻahu.
Metrosideros polymorpha gedeiht von Meereshöhe bis in Höhenlagen von 2500 Metern. Sie wächst vor allem in feuchten bis gemäßigten oder trockenen Wäldern in Tallagen und auf Bergen sowie in subalpinem Buschland und auf trockenem Lavagestein. Es werden eine Vielzahl an verschiedenen Bodenarten besiedelt, wobei aber mittelschwere bis schwere Tonböden vorherrschen. Weiters findet man Metrosideros polymorpha auch auf felsigen Böden sowie Böden, die sich auf erkalteten Lavaströmen bilden.

## Rapid ʻŌhiʻa Death (ROD)
Seit 2014 wird auf der Insel Hawaiʻi ein Absterben der ʻŌhiʻa-Bäume beobachtet, das durch zwei Pilzarten, Ceratocystis huliohia und Ceratocystis lukuohia, verursacht wird. Seit 2018 ist der Fungus auch auf der Insel Kauaʻi präsent. Es wurden seitdem vom Department of Agriculture und vom National Park Service Quarantänegesetze und Reinigungsvorschriften insbesondere für Wanderschuhe eingeführt, um die Ausbreitung der Pilze auf nicht betroffene Gebiete oder auf die Nachbarinseln zu verhindern.

## Systematik
Die Erstbeschreibung von Metrosideros polymorpha erfolgte 1830 durch Charles Gaudichaud-Beaupré.
Von Metrosideros polymorpha gibt es bis zu acht Varietäten:
- Metrosideros polymorpha var. dieteri J.W.Dawson & Stemmerm. kommt auf Kauaʻi vor und wächst als kleiner Baum mit rauer Borke. Die Knospen sind größer als bei den anderen Varietäten und die unbehaarten Blätter breit verkehrt-eiförmig geformt.[6]
- Metrosideros polymorpha var. glaberrima (H.Lév.) H.St.John kommt im gesamten Verbreitungsgebiet der Art vor und wächst als Strauch oder großer Baum mit rauer Borke, die in dünnen Streifen abblättert. Die unbehaarten Blätter sind eiförmig über verkehrt-eiförmig bis elliptisch geformt.[6]
- Metrosideros polymorpha var. incana (H.Lév.) H.St.John kommt im gesamten Verbreitungsgebiet der Art vor und wächst als Strauch oder großer Baum mit rauer Borke. Die behaarten Blätter sind eiförmig bis annähernd kreisförmig geformt.[6]
- Metrosideros polymorpha var. macrophylla (Rock) H.St.John kommt auf Hawaii sowie Maui vor und wächst als kleiner bis großer Baum, dessen Borke in dünnen Streifen abblättert. Die unbehaarten und relativ großen Blätter sind breit eiförmig geformt.[6]
- Metrosideros polymorpha var. newellii (Rock) H.St.John kommt auf Hawaii vor und wächst meist entlang von Gewässern als Strauch oder kleiner Baum. Die unbehaarten Blätter sind elliptisch geformt.[6]
- Metrosideros polymorpha var. polymorpha ist die Nominatform und kommt mit Ausnahme von Kauaʻi im gesamten Verbreitungsgebiet vor. Sie wächst als Strauch oder kleiner Baum mit rauer Borke. Die an der Unterseite behaarten bis wolligen Blätter sind eiförmig bis annähernd kreisförmig geformt.[6]
- Metrosideros polymorpha var. pseudorugosa (Skottsb.) J.W.Dawson & Stemmerm. kommt auf Maui vor und wächst als niederliegender Strauch in Sumpfgebieten. Die kleinen Blätter sind bei einer Länge von 1 bis 1,5 Zentimetern breit eiförmig bis annähernd kreisförmig geformt.[6]
- Metrosideros polymorpha var. pumila (A.Heller) J.W.Dawson & Stemmerm. kommt auf Kauaʻi, Maui, Molokaʻi sowie Oʻahu vor und wächst als niederliegender Strauch in Sumpfgebieten mit einer Borke, die in dünnen Schuppen abblättert. Die glatten oder auf der Unterseite behaarten bis wolligen Blätter sind breit eiförmig bis kreisförmig geformt.[6]

## Nutzung
Das harte und haltbare Holz von Metrosideros polymorpha wird zur Herstellung von Möbeln und Pfählen, aber auch als Brennholz verwendet. Die Ureinwohner Hawaiis nutzten es auch zur Herstellung der Aufbauten für ihre Boote sowie zum Schnitzen von Tikis. Die Art gilt als ausgezeichnete Honigpflanze.